# 74 Galatea
74 Galatea è un grande e scuro asteroide della Fascia principale.
Galatea fu scoperto il 29 agosto 1861 dall'astronomo Ernst Wilhelm Tempel, prolifico "cacciatore" di comete dell'Osservatorio di Marsiglia. Fu il terzo asteroide da lui individuato e venne battezzato come una delle due Galatea della mitologia greca.
Un'occultazione stellare di Galatea è stata osservata l'8 settembre 1987.
Il nome Galatea è stato dato anche a uno dei satelliti naturali di Nettuno.